# St.-Barbara-Kirche (Eschdorf)

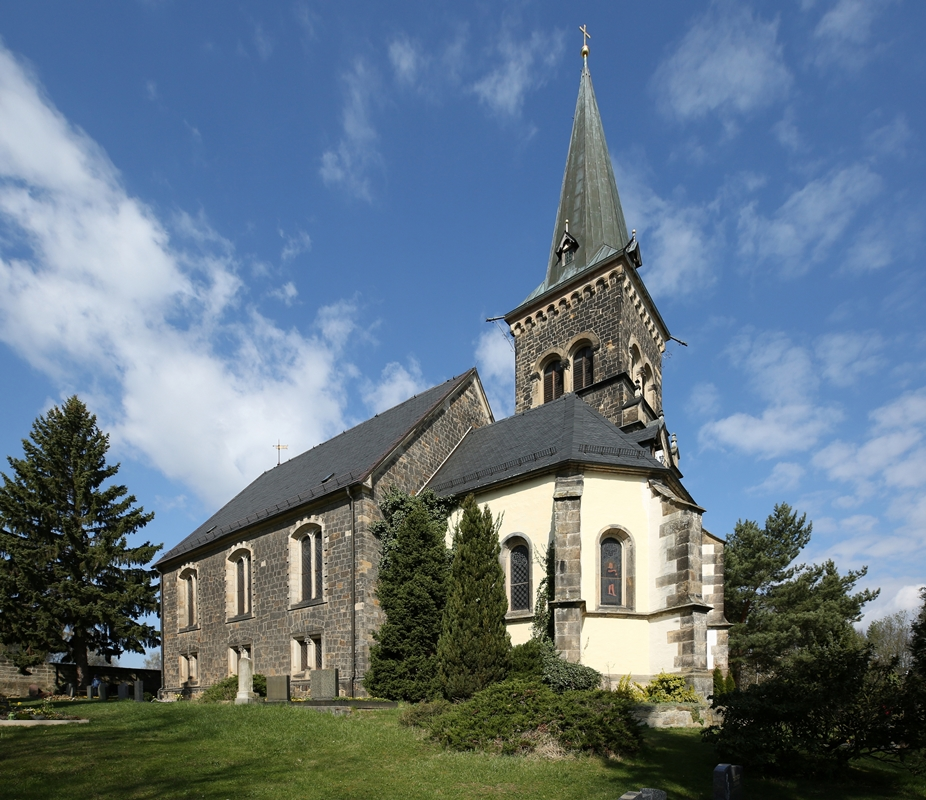
St.-Barbara-Kirche in Eschdorf

Die evangelisch-lutherische St.-Barbara-Kirche befindet sich in Eschdorf, einem Ortsteil der Ortschaft Schönfeld-Weißig der sächsischen Landeshauptstadt Dresden. Die Kirche samt Ausstattung, der Friedhof mit Friedhofsmauer, das Pfarrhaus und weitere zugehörige Gebäude stehen unter Denkmalschutz. Die Kirche ist der heiligen Barbara von Nikomedien geweiht.

## Geschichte
Die Eschdorfer Kirche wurde erstmals 1346 schriftlich erwähnt. Historiker gehen aufgrund einiger architektonischer Besonderheiten (zum Beispiel für das 13. Jahrhundert typische Spitzbögen) davon aus, dass die Kirche bereits um 1225 existierte. Der Barbara-Altar wurde der Kirche im Jahr 1348 gestiftet, seither ist sie als St.-Barbara-Kirche bekannt. 1524 wurde ein neuer Chor erbaut. Die Kirche entwickelte sich zu einem bedeutsamen Wallfahrtsort in der Region. Seit der Reformation 1539 ist die St.-Barbara-Kirche evangelisch. Am 1591 gestifteten Taufstein befinden sich die Wappen der Adelsgeschlechter Kiesewetter und Nostitz. Das Pfarrhaus neben der Kirche wurde 1820 errichtet. Das heutige Kirchengebäude entstand 1886 im Stil der Neuromanik. Architekt war Christian Friedrich Arnold, ein Teil der Baukosten wurde von Gottlieb Traugott Bienert übernommen, einem in Eschdorf geborenen Unternehmer. Ende der 1950er Jahre wurde das Kirchengebäude, 1987 der Kirchturm erneuert.

### Friedhof

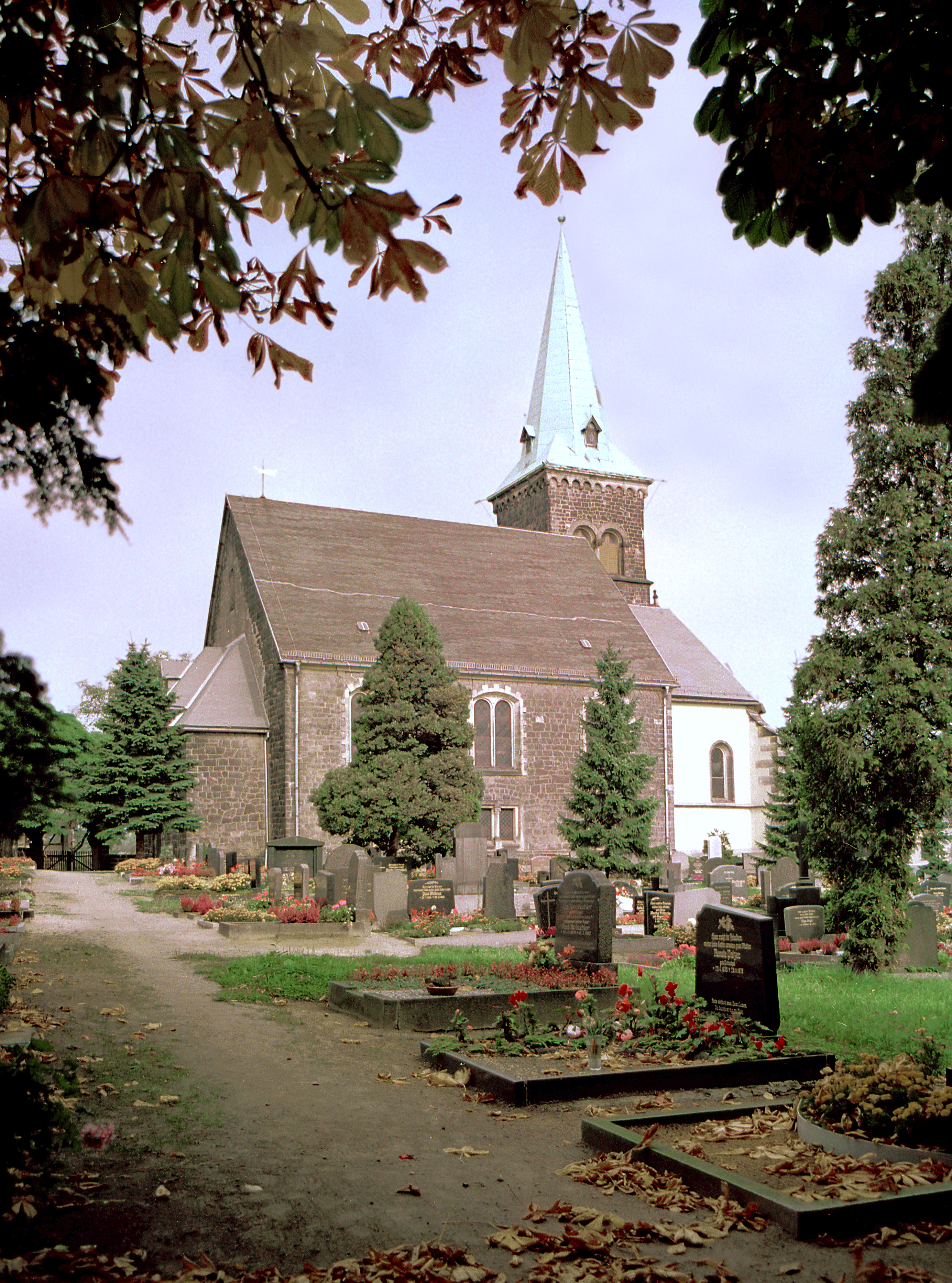
Der Friedhof an der Kirche 1986

Der mitsamt der Friedhofsmauer unter Denkmalschutz stehende Eschdorfer Friedhof besteht seit über 650 Jahren. 1888 wurde er auf seine heutige Größe von 0,33 Hektar ausgedehnt. Die moderne Feierhalle wurde 1990/91 erbaut. Einige historische Grabanlagen sind erhalten geblieben, so zum Beispiel die Gräber der Eltern von Gottlieb Traugott Bienert.

### Sage vom Schatz in der Kirche zu Eschdorf
Eine Sage berichtet von einem verborgenen Schatz in der Eschdorfer Kirche. Die Legende erzählt, dass in einer Gruft ein Angehöriger des Adelsgeschlechts Kiesewetter begraben liegt, der sich zusammen mit einem Schatz beisetzen ließ. Dieser Schatz darf jedoch erst geborgen werden, wenn ein Neubau der Kirche, entweder aus Verfallsgründen oder einem Unglücksfall, erforderlich wird. Der Schatz soll dann gehoben und der Kirchenbau durch ihn finanziert werden.

## Innenraum

### Ausstattung
Der Innenraum der Kirche stammt größtenteils aus der Zeit des Umbaus Ende der 1880er Jahre; der Barbara-Altar, das Taufbecken aus Sandstein sowie der Chor sind älter. Das Kirchenschiff und die seitlichen Emporen sind mit schlichtem Kirchengestühl ausgestattet. Die hölzerne Decke ist in Felder unterteilt und bemalt. Die Fenster des Altarraums zeigen Abbildungen von Jesus Christus, Mose und Johannes dem Täufer.
In den Jahren 1958 und 1959 wurde die Kirche umfassend saniert, Beleuchtung und Geläut wurden elektrifiziert. Weitere Umbauten in und an der Kirche erfolgten in den 1990er Jahren.

### Orgel

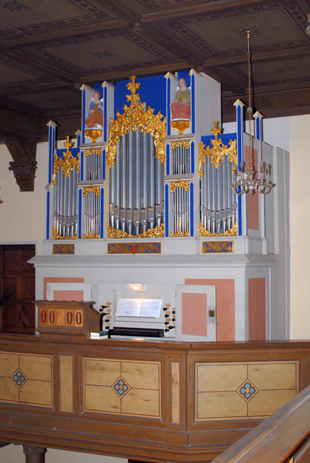
Herbrig-Orgel

Die Eschdorfer Orgel wurde 1838 von Christian Gottfried Herbrig und seinem Sohn Wilhelm Leberecht Herbrig gebaut. Den Orgelprospekt entwarf der zu dieser Zeit in Dresden wirkende Architekt Gottfried Semper, die beiden Engelsfiguren in der Orgelfront schuf der Bildhauer Ernst Rietschel.
Beim Umbau der Kirche 1884/86 wurde das Instrument durch Julius Jahn zerlegt, überholt und neu aufgestellt. Während des Ersten Weltkriegs gingen mehrere der zinnernen Prospektpfeifen verloren. Gemeinsam mit zwei kompletten Registern und einer neuen Pedalklaviatur wurden die fehlenden Prospektpfeifen 1952 ersetzt, anstatt Zinn wurde dabei Zink als Material für die Pfeifen verwendet. Eine Radebeuler Werkstatt für Orgelinstrumente restaurierte die Eschdorfer Orgel im Jahr 1987 erneut umfassend.
Das Instrument weist folgende Disposition auf:
| I Manual C– |                    |    |
| 1.          | Prinzipal          | 8′ |
| 2.          | Gedackt            | 8′ |
| 3.          | Viola di Gamba     | 8′ |
| 4.          | Gedackt            | 4′ |
| 5.          | Quinta             | 3′ |
| 6.          | Oktave             | 4′ |
| 7.          | Oktave             | 2′ |
| 8.          | Cornet III (ab c1) |    |
| 9.          | Mixtur III         |    |

| Pedal C– |               |     |
| 10.      | Subbass       | 16′ |
| 11.      | Principalbass | 8′  |

- Koppel: I/P

Die St.-Barbara-Kirche ist eine Station der Herbrig-Orgelstraße, einem Projekt der Kulturwerkstatt Stolpen, an deren Verlauf die verbliebenen Instrumente der Orgelbauer Herbrig zu finden sind.

## Pfarrhaus
Das Pfarrhaus wurde 1820 neben der Kirche errichtet. Es handelt sich um ein zweigeschossiges Gebäude. Die obere Etage ist eine Holzfachwerk-Konstruktion, die mit Brettern verschalt wurde. Das Dach ist in Form eines Krüppelwalmdachs ausgeführt. Die zur Hofseite zeigende Fassade wurde Anfang des 20. Jahrhunderts mit Schiefer verkleidet.

## Heimatmuseum
Im Dachgeschoss des Kirchengebäudes befindet sich seit Beendigung der Renovierungsarbeiten 1996 ein kleines Heimatmuseum, das auch unter der Bezeichnung Museum auf dem Dachboden bekannt ist. Gegenstand der Ausstellung ist die Geschichte Eschdorfs und der Umgebung, Exponate des Museums sind zum Beispiel historische Alltagsgegenstände, Möbel, Fotografien und Dokumente. Außerdem werden Bilder des Malers Willy Tag ausgestellt, der in Eschdorf lebte und arbeitete.

## Sonstiges
Das frühere Gesindehaus neben der Kirche wird heute als Wanderquartier und Herberge genutzt. Neben Übernachtungsmöglichkeiten in den ehemaligen Gesindestuben sind Sport- und Spielplätze und eine kleine Freilichtbühne vorhanden.